# 청춘만화
청춘만화는 2006년 공개된 대한민국의 영화이다.

## 배역
- 권상우 : 이지환 역
- 김하늘 : 진달래 역
- 이상우 : 문영훈 역
- 장미인애 : 김지민 역
- 정규수 : 이창호 역
- 이경진 : 달래 엄마 역
- 박지빈 : 어린 이지환 역
- 정민아 : 어린 진달래 역